# Amt Neverin
Het Amt Neverin is een samenwerkingsverband van 12 gemeenten en ligt in het Landkreis Mecklenburgische Seenplatte in de Duitse deelstaat Mecklenburg-Voor-Pommeren. Het Amt telt 8.778 inwoners. Het bestuurscentrum bevindt zich in de stad Neverin.

## Gemeenten
Het Amt bestaat uit de volgende gemeenten:
1. Beseritz (120)
2. Blankenhof (730)
3. Brunn (1.040)
4. Neddemin (354)
5. Neuenkirchen (1.134)
6. Neverin * (1.021)
7. Sponholz (743)
8. Staven (367)
9. Trollenhagen (898)
10. Woggersin (514)
11. Wulkenzin (1.525)
12. Zirzow (332)